# Аллендейл (округ)
Округ Аллендейл (англ. Allendale County) располагается в штате Южная Каролина, США. Административным центром является одноимённый город — крупнейший населённый пункт округа по числу жителей.
По состоянию на 2010 год, численность населения составляла 10 419 человек.

## История
Округ Аллендейл был официально образован в 1919 году.
5 апреля 2022 года мощный торнадо обрушился округ, причинив серьезный материальный ущерб. Из-за торнадо Управление Национальной метеорологической службы в Чарльстоне объявило в ряде районов чрезвычайное положение.

## География
В соответствии с данными указанными на сайте центрального статистического органа страны — Бюро переписи населения США, общая площадь округа равняется 1069,671 км2, из которых 1056,721 км2 занимает суша и 10,360 км2 или 1,06% приходится на водную поверхность.

## Население
По данным переписи населения 2000 года в округе проживает 11 211 жителей в составе 3 915 домашних хозяйств и 2 615 семей. Плотность населения составляет 11,00 человек на км2. На территории округа насчитывается 4 568 жилых строений, при плотности застройки около 4,00-х строений на км2. Расовый состав населения: белые — 71,00 %, афроамериканцы — 27,37 %, коренные американцы (индейцы) — 0,12 %, азиаты — 0,09 %, гавайцы — 0,06 %, представители других рас — 0,85 %, представители двух или более рас — 0,51 %. Испаноязычные составляли 1,61 % населения независимо от расы.

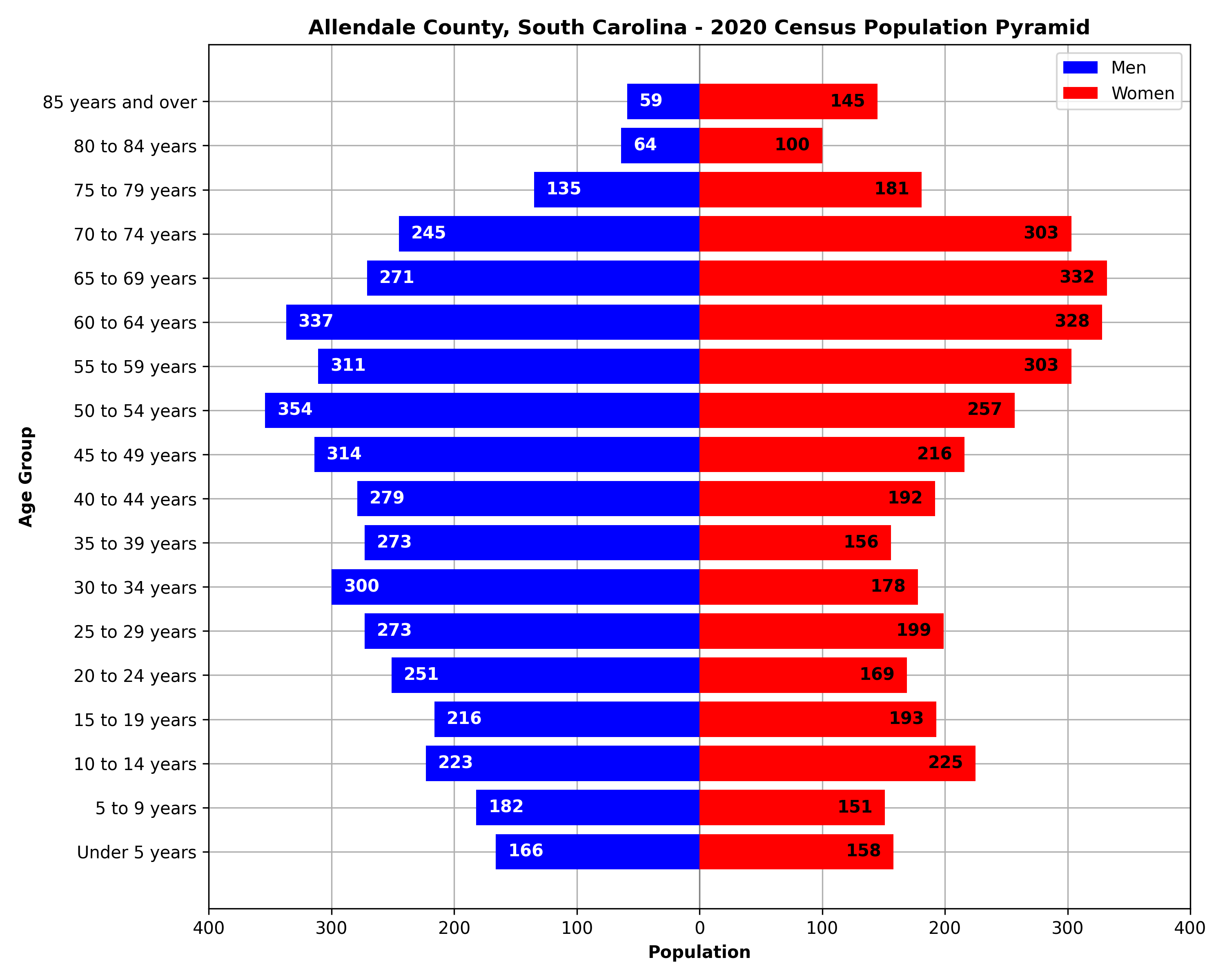
Население Аллендейла

В составе 30,30 % из общего числа домашних хозяйств проживают дети в возрасте до 18 лет, 35,80 % домашних хозяйств представляют собой супружеские пары проживающие вместе, 25,80 % домашних хозяйств представляют собой одиноких женщин без супруга, 33,20 % домашних хозяйств не имеют отношения к семьям, 30,00 % домашних хозяйств состоят из одного человека, 12,30 % домашних хозяйств состоят из престарелых (65 лет и старше), проживающих в одиночестве. Средний размер домашнего хозяйства составляет 2,56 человека, и средний размер семьи 3,21 человека.
Возрастной состав округа: 26,60 % моложе 18 лет, 9,80 % от 18 до 24, 28,20 % от 25 до 44, 22,80 % от 45 до 64 и 22,80 % от 65 и старше. Средний возраст жителя округа 35 лет. На каждые 100 женщин приходится 108,60 мужчин. На каждые 100 женщин старше 18 лет приходится 107,50 мужчин.
Средний доход на домохозяйство в округе составлял 20 898 USD, на семью — 27 348 USD. Среднестатистический заработок мужчины был 25 930 USD против 20 318 USD для женщины. Доход на душу населения составлял 11 293 USD. Около 28,40 % семей и 34,50 % общего населения находились ниже черты бедности, в том числе — 48,10 % молодежи (тех, кому ещё не исполнилось 18 лет) и 26,00 % тех, кому было уже больше 65 лет.